# Trèfle des prés
Trifolium pratense
Espèce
Statut de conservation UICN

 LC  : Préoccupation mineure
Trifolium pratense, le trèfle violet ou trèfle des prés, est une espèce de plantes à fleurs dicotylédones de la famille des Fabaceae, sous-famille des Faboideae, originaire d'Eurasie et d'Afrique du Nord.
Ce sont des plantes herbacées vivaces pouvant atteindre 80 cm de haut, largement cultivées comme plante fourragère dans les régions tempérées des différents continents.
Cette espèce botanique est à l'origine des nombreuses variétés fourragères de trèfle violet cultivé.

## Noms vernaculaires
- Trèfle, trèfle commun, trèfle rouge, herbe à vache, trèfle pourpre, trèfle d'Espagne, trèfle rose, trèfle violet, trèfle des prés[3],[4].

## Description
Le trèfle des prés est une plante herbacée de 5 à 50 cm de haut, velue, dressée ou ascendante. Sa durée de vie est de 2 à 3 ans.

### Feuilles

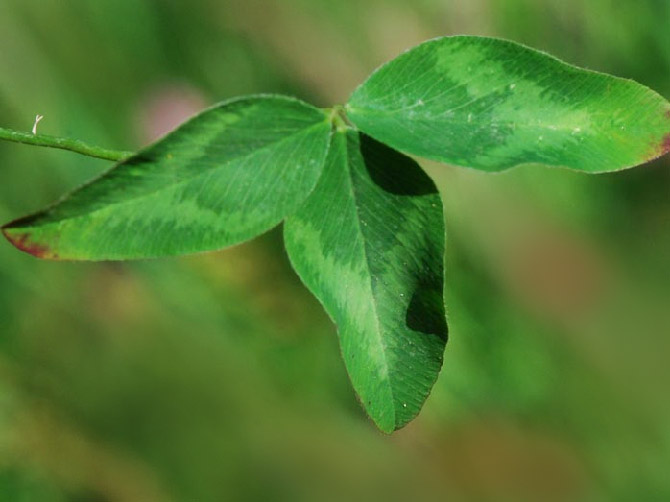
Feuille

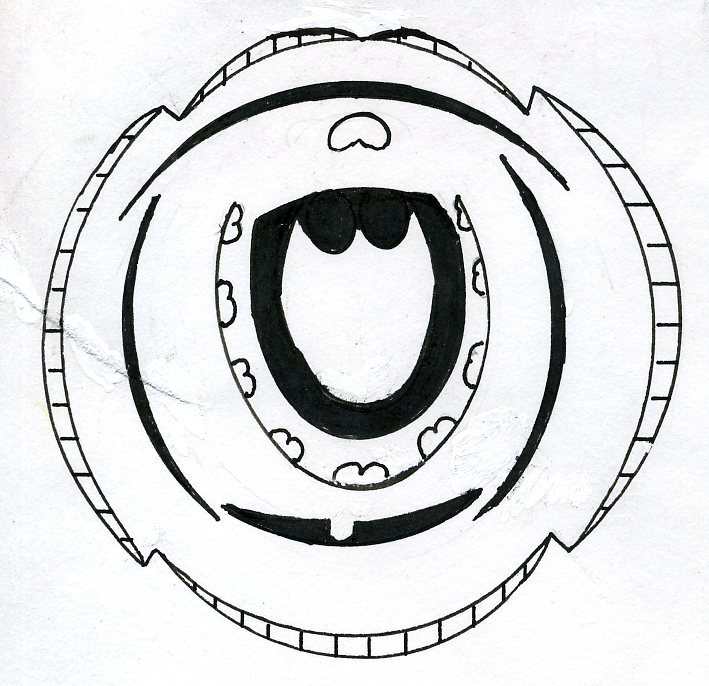
Diagramme floral

Les feuilles sont formées de trois folioles elliptiques à ovales, à marge entière, vertes avec en général un croissant blanchâtre caractéristique. Les feuilles supérieures sont opposées et subsessiles. Les stipules sont largement triangulaires, terminées en pointe.

### Fleurs
Les fleurs, rosées au sommet, blanchâtres à la base, sont disposées en grosses têtes globuleuses. Le calice est formé d'un tube velu à 10 nervures prolongé par 5 dents ciliées, dont une est plus longue que les autres.
La floraison s'étend de mai à septembre et sur une période encore plus longue dans le sud de la France.

inflorescences du trèfle des prés
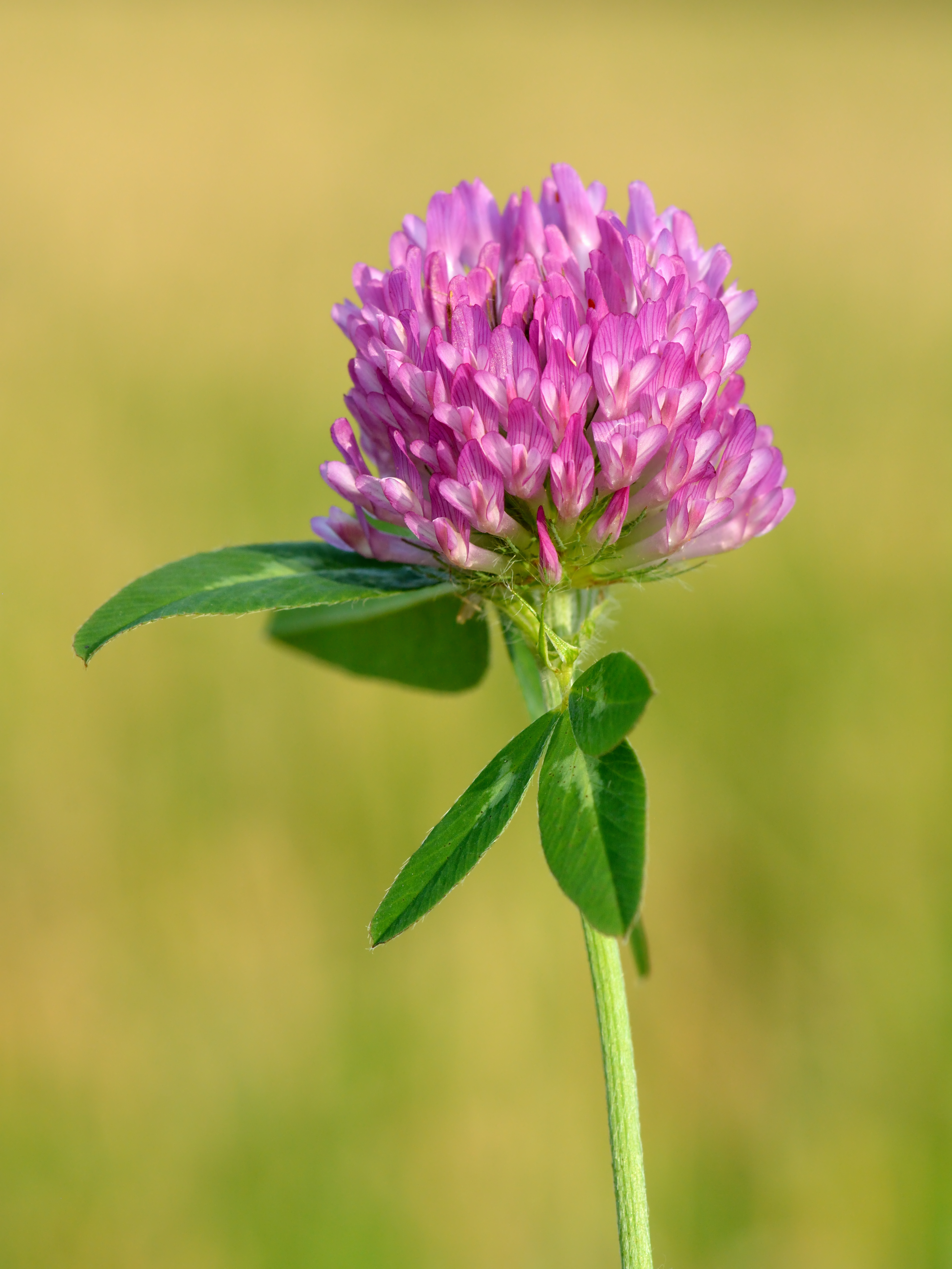
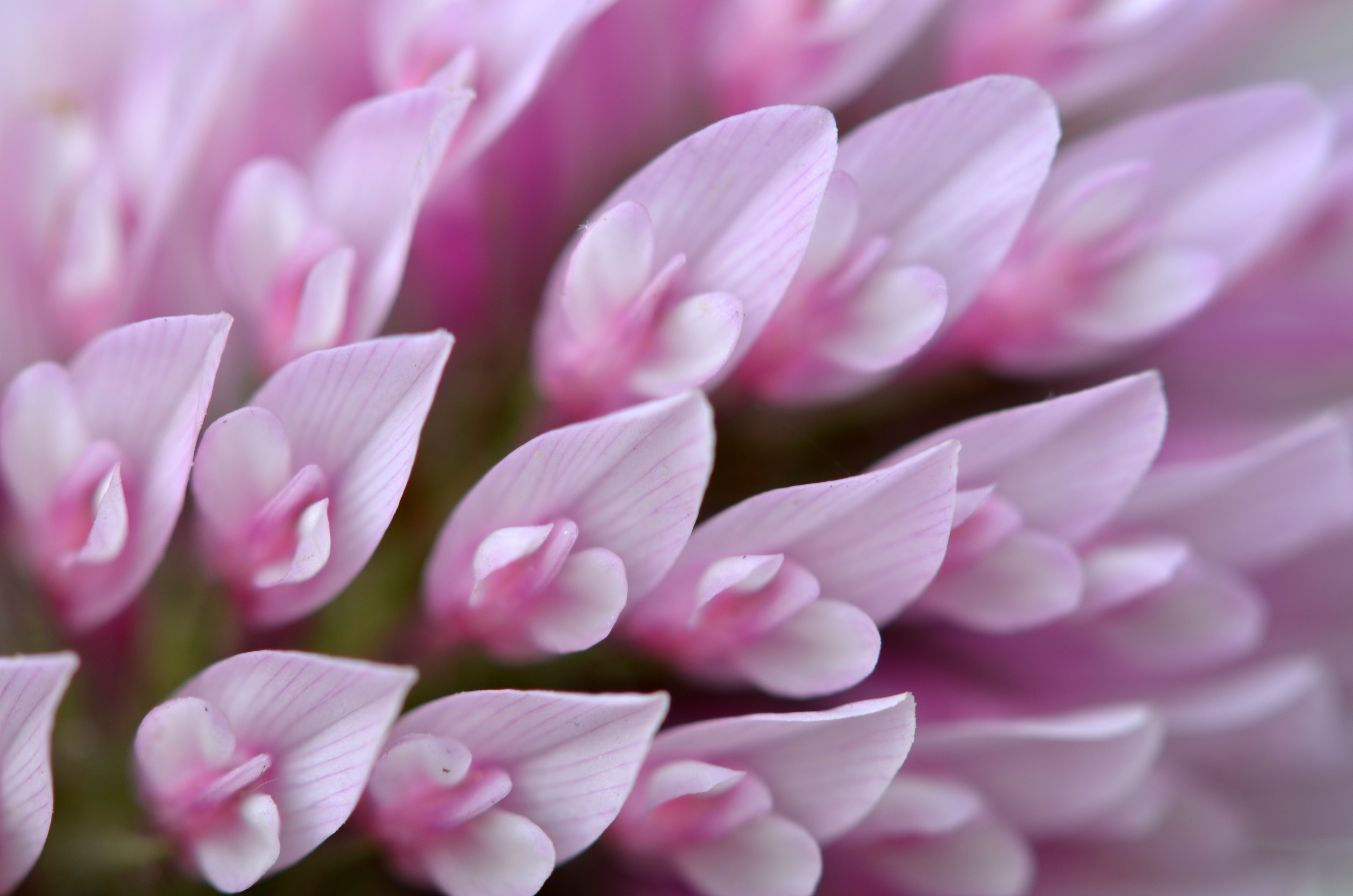
Détail.
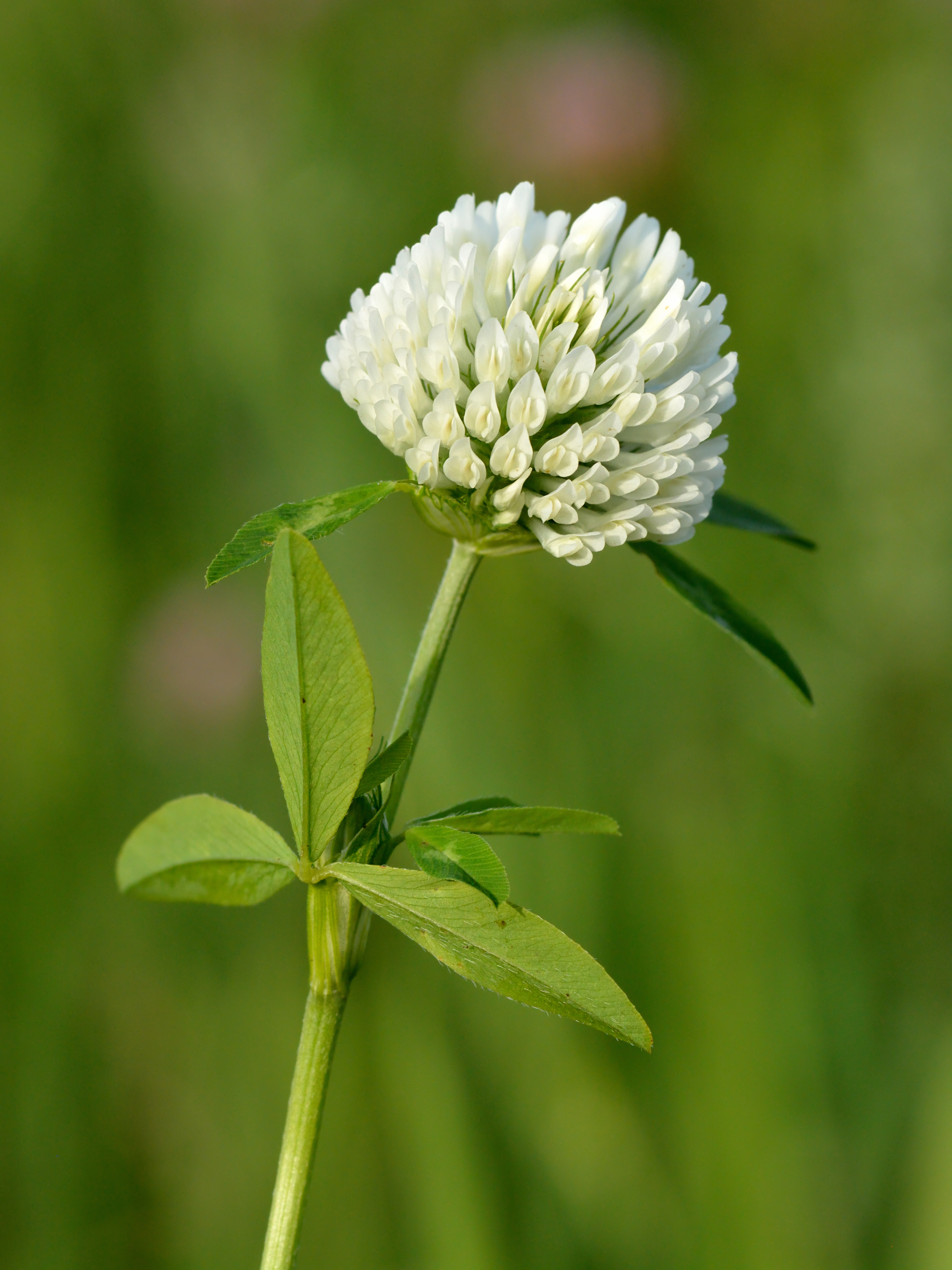
Trèfle des prés blanc.
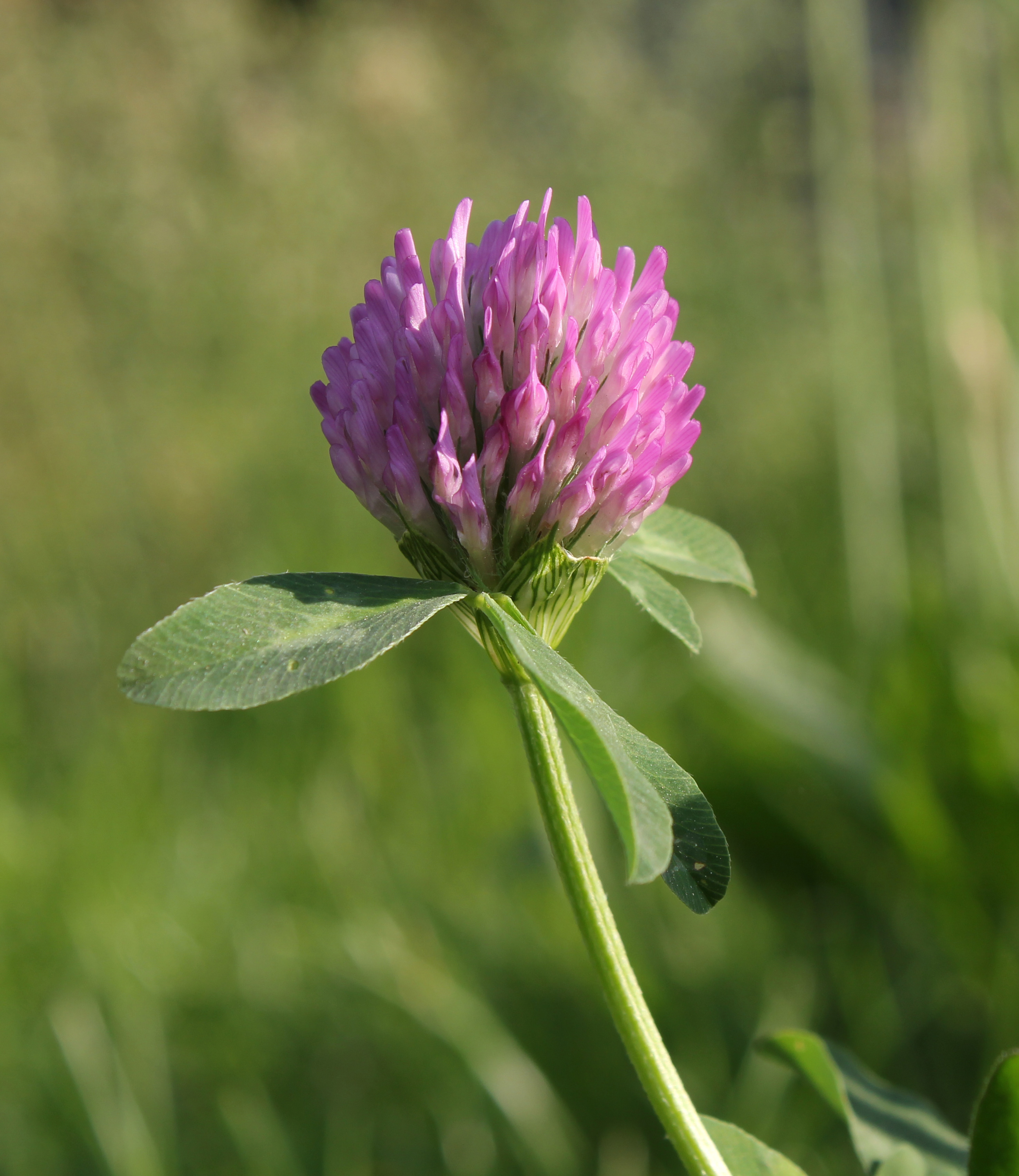

### Fruits
Le fruit est une petite gousse de 3 à 10 mm.

## Distribution et habitat
Connu et apprécié depuis l'antiquité, le trèfle violet cultivé est probablement originaire d'Espagne. Il est commun dans différents pays d'Europe et dans toute la France métropolitaine en particulier. C'est une des principales espèces fourragères en Scandinavie, au Canada, mais il est également présent sur le pourtour du Bassin méditerranéen. Il a été développé plus récemment de manière importante en Amérique et en Australie dans les zones tempérées humides.
L'espèce se rencontre dans les bois clairs, les lisières, les cultures, les prés et les forêts. Elle résiste bien au froid et peut être cultivée en altitude.

## Taxinomie

### Synonymes
Selon Catalogue of Life (12 août 2018) :
- Trifolium borysthenicum Gruner
- Trifolium bracteatum Schousb.
- Trifolium lenkoranicum (Grossh.)Roskov
- Trifolium pratense var. lenkoranicum Grossh.
- Trifolium ukrainicum Opperman

### Liste des variétés
Selon The Plant List (12 août 2018) :
- Trifolium pratense var. americanum Harz
- Trifolium pratense var. maritimum Zabel
- Trifolium pratense var. sativum Schreb.

## Culture
Il est généralement cultivé en association avec une graminée comme le ray-grass d'Italie ou le ray-grass hybride dans les prairies temporaires sur sols acides. En Europe du Nord et au Canada on rencontre plutôt l'association avec la fléole des prés. 
Il est possible de réaliser trois ou quatre coupes par an pour ensilage, enrubannage ou foin, bien qu'il soit difficile à sécher. 

### Variétés cultivées
Les principaux caractères améliorés ont été la pérennité, notamment par la résistance à des maladies telles que la sclérotiniose  (Sclerotinia trifoliorum), le rhizoctone violet (Rhizoctonia violacea), l'oïdium (Erysiphe trifolii), et le nématode des tiges (Ditylenchus dipsaci), le rendement, l'aptitude à l'association avec des graminées fourragères. La tétraploïdisation a joué un rôle important pour ces objectifs.
Près de 30 variétés sont inscrites au Catalogue officiel des espèces et variétés créées par 12 entreprises de sélection et plus de 200 sont inscrites au Catalogue européen . 
Quelques variétés anciennes et récentes cultivées en France : 
- diploïdes : Lucrum, Alpilles, Violetta RVP, etc. Diadem, Dimanche, Diper, Divin, Formica, Jonas, Karim, Mercury ...
- tétraploïdes : Tetri, Temara, Tédi ... Amos, Atlantis, etc.

## Utilisation

### Plante fourragère
Il peut être utilisé en pâture,  en ensilage et en foin, bien qu'il soit difficile à sécher. Météorisant, il doit être pâturé avec précaution.
C'est un fourrage d'excellente qualité très apprécié et très digestible, très riche en protéines.
Sa valeur alimentaire comme fourrage vert 1er cycle, début floraison, en g/kg MS : MAT : 166 ; UFL : 0,81 ; UFV : 0,74 ; PDIN : 106 ; PDIE : 86.

### Engrais vert
Le trèfle des près est aussi cultivé comme engrais vert pour enrichir les sols en azote.

### Plante mellifère
Comme la plupart des légumineuses prairiales, il est très mellifère et sa floraison dure.

### Plante comestible
Le trèfle est une plante comestible. Les feuilles, sans le pétiole un peu coriace, sont bonnes crues en salades ou cuites comme légume. Leur saveur est douce et agréable. Les inflorescences s'ajoutent aux salades ou aux desserts. Les enfants jouent parfois à sucer les fleurs afin de profiter du nectar que les fleurs libèrent au soleil. Séchées et pulvérisées, on mélangeait parfois ces fleurs à la farine pour faire du pain.
On peut en moudre les graines pour en faire de la farine ou les faire germer pour un apport supplémentaire en vitamines.

### Plante médicinale
Le trèfle des prés est aussi une plante médicinale riche en phytoestrogènes (isoflavones), utilisée contre les symptômes liés à la ménopause (mais des études cliniques sont encore nécessaires). 

Traditionnellement utilisée contre les diarrhées, la toux et les éruptions cutanées chroniques, l'infusion de trèfle des prés est dépurative et rafraîchissante pour les yeux fatigués. Les inflorescences sont dépuratives, diurétiques et cholagogues. Les têtes florales peuvent être appliquées par voie externe pour apaiser des affections cutanées (brûlures, eczéma).  Elles sont aussi parfois utilisées dans les médicaments contre les affections de la gorge car elles ont un effet apaisant.

### Plante-emblème
Le trèfle des près est la fleur officielle de l'État du Vermont, aux États-Unis.